# Waldemar von Riedel
Waldemar von Riedel (19 octobre 1879 à Metz - 2 juin 1945 à Bad Kreuznach) est un officier allemand. Directeur de cabinet, il fut l'assistant personnel du président Paul von Hindenburg de 1925 à 1934.

## Biographie
Waldemar von Riedel naît le 19 octobre 1879 à Metz, une ville de garnison animée d'Alsace-Lorraine. Avec sa ceinture fortifiée, Metz est alors la première place forte du Reich allemand. Très jeune, il embrasse une carrière militaire dans l'armée allemande. En tant qu'officier du 3e Garde-Regiment zu Fuß, le 3e régiment à pied de la Garde, il fait la connaissance d'Oskar von Hindenburg, le fils du maréchal von Hindenburg, futur président du Reich. Ce contact lui sera plus tard utile. Waldemar von Riedel se marie en 1913 avec Lotte Von Freeden. De cette union, naîtront deux filles, Maria (née le 12 juillet 1914) et Ursula (29 décembre 1919).

### Première Guerre mondiale
Durant la Première Guerre mondiale, Waldemar von Riedel sert comme officier. Il atteindra avec le grade de Major, commandant.

### Entre-deux-guerres
Après l’élection de Hindenburg à l'election présidentielle d'avril 1925, Waldemar von Riedel est nommé conseiller du gouvernement au cabinet du président du Reich. Plus tard, en 1934, un article de l'hebdomadaire Die Weltbühne attribuera la nomination de Riedel à l'influence occulte de Kurt von Schleicher et Oskar von Hindenburg.
En tant que directeur de cabinet de Hindenburg, la mission de Riedel consistait à gérer les relations publiques du président du Reich, donc à traiter le courrier officiel adressé au président. Il a également organisé les entrevus du chef de l'État avec différentes personnalités politiques, notamment Franz von Papen.

### Après guerre
Von Riedel décède le 2 juin 1945, après la capitulation allemande, dans le camp de prisonniers de Bad Kreuznach. Il est inhumé au cimetière militaire de Bad Kreuznach-Lohrer Wald.